# Рибља чорба 10
Рибља чорба 10 је промо компилацијски албум југословенске и српске рок групе Рибља чорба. Албум је прва званична компилација бенда, а објављена је 1987. године. Под окриљем издавачке куће ПГП РТБ албум је објављен лимитирано у 1000 примерака како би се прославило 10 година постојања Рибље чорбе и подељен је пријатељима бенда и медијима.

## Листа песама
1. Лутка са насловне стране - 3:07
2. Остани ђубре до краја  - 4:38
3. Назад у велики прљави град  - 3:03
4. На западу ништа ново  - 3:05
5. Два динара друже - 4:02
6. Добро јутро  - 4:33
7. Кад ходаш  - 4:05
8. Погледај дом свој, анђеле  - 3:37
9. Амстердам  - 3:46
10. Када падне ноћ (Упомоћ)  - 4:25

## Учесници
- Бора Ђорђевић - вокали
- Рајко Којић - гитара
- Момчило Бајагић - гитара
- Видоја Божиновић - гитара
- Никола Чутурило - гитара
- Миша Алексић - бас гитара
- Вицко Милатовић - бубњеви
- Владимир Голубовић - бубњеви